# Mina (peuple)
Pour les articles homonymes, voir Mina.
Les Mina sont une population d'Afrique de l'Ouest vivant au sud du Togo, du Bénin et du Ghana. L'ethnie tire son nom de la ville d'Elmina au Ghana, d'où ils ont émigré pour la ville d'Aného (Togo) Ils sont très proches des Gẽ (Gê, Gen, Guen, Guin) avec lesquels ils sont souvent confondus, et des Éwé.

## Ethnonymie
Selon les sources et le contexte, on observe de multiples variantes : Adjigo, Ana, Ane, Fante-Ane, Gaingbe, Gegbe, Geh, Genge, Gen-Mina, 
Gen, Genyi, Ge, Ges, Ghen-Mina, Guen-Mina, Guen, Guenvi, Guingbe, Guin-Mina, Guin, Minas, Popo.

## Langue
Leur langue est le mina (différent du Gen) une langue gbe dont le nombre total de locuteurs est estimé à plus de 300 000. Environ 201 000 étaient dénombrés au Togo en 1991 et 126 000 au Bénin en 2006.
La langue ou le peuple mina descend de la grande race des Ewé comme les fon, les kotafon, les Guin, les Aja. De nos jours le mina est enseigné même en ligne pour soutenir le développement de ce peuple.

## Culture

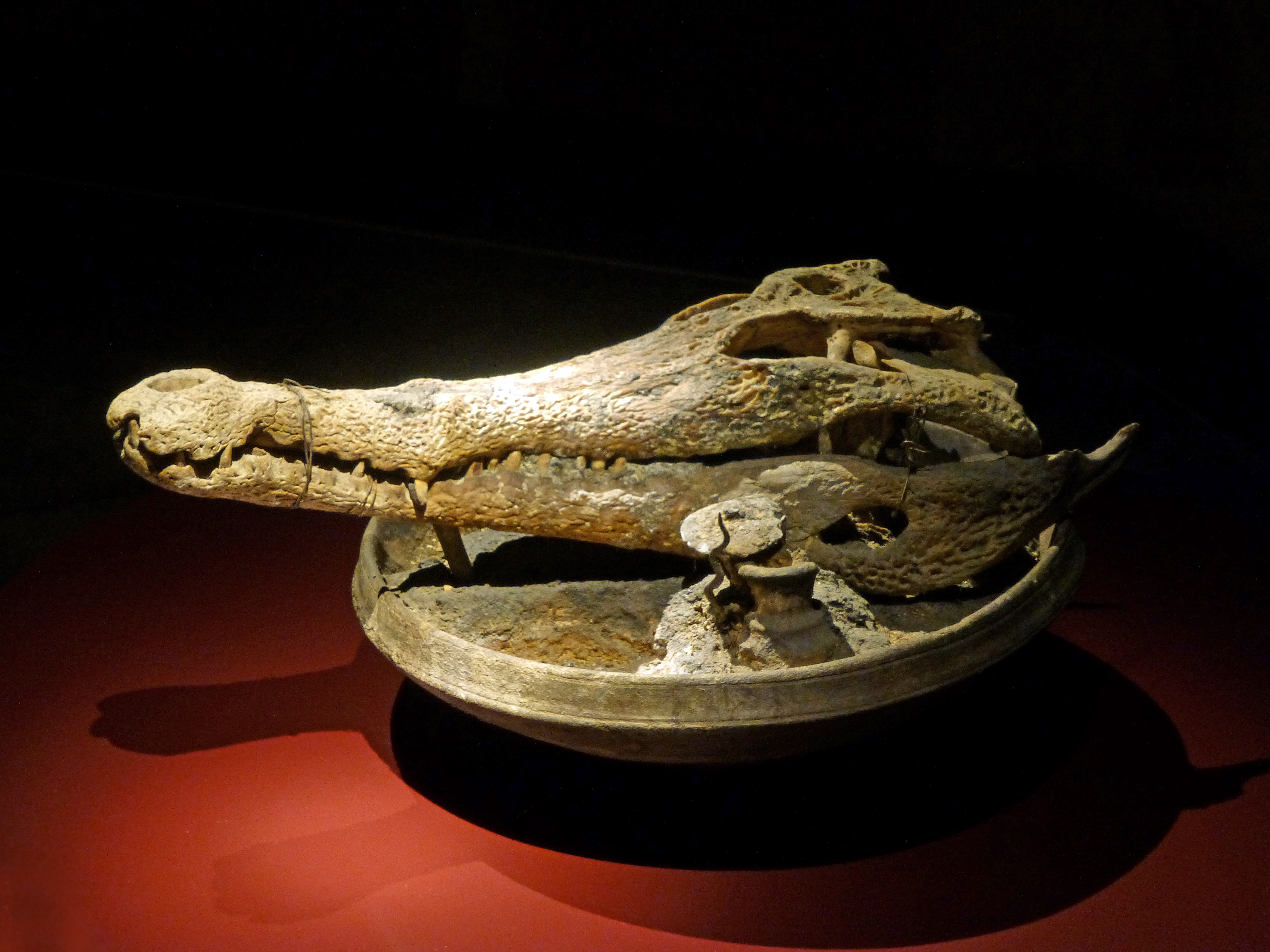
Vodou crocodile Atchakpa (Togo)

Les Mina célèbrent une fête Traditionnelle nommé Anézan. Ils vivent majoritairement au Togo.